# Englische Cricket-Nationalmannschaft in Indien in der Saison 2023/24
Die Tour der englischen Cricket-Nationalmannschaft nach Indien in der Saison 2023/24 fand vom 25. Januar bis zum 9. März 2024 statt. Die internationale Cricket-Tour war Bestandteil der Internationalen Cricket-Saison 2023/24 und umfasste fünf Tests. Die Tests waren Teil der ICC World Test Championship 2023–2025. Indien gewann die Test-Serie mit 4−1.

## Vorgeschichte
Indien spielte zuvor eine Tour gegen Afghanistan, England eine Tour in den West Indies. Das letzte Aufeinandertreffen der beiden Mannschaften bei einer Tour fand in der Saison 2022 in England statt.

## Stadien
Die folgenden Stadien wurden für die Tour als Austragungsorte vorgesehen.
| Stadion                                      | Stadt         | Kapazität | Spiele  |
| -------------------------------------------- | ------------- | --------- | ------- |
| Himachal Pradesh Cricket Association Stadium | Dharamsala    | 21.200    | 5. Test |
| Rajiv Gandhi International Cricket Stadium   | Hyderabad     | 55.000    | 1. Test |
| Saurashtra Cricket Association Stadium       | Rajkot        | 28.000    | 3. Test |
| JSCA International Stadium Complex           | Ranchi        | 39.133    | 4. Test |
| ACA-VDCA Cricket Stadium                     | Visakhapatnam | 30.000    | 2. Test |

## Kaderlisten
England benannte seinen Kader am 11. Dezember 2023.
Indien benannte seinen Kader am 12. Januar 2024.
| Test | Test |
| Indien | England |
| --- | --- |
| - Rohit Sharma (K) - Jasprit Bumrah (VK) - Ravichandran Ashwin - KS Bharat (wk) - Akash Deep - Shubman Gill - Shreyas Iyer - Ravindra Jadeja - Yashasvi Jaiswal - Dhruv Jurel (wk) - Avesh Khan - Sarfaraz Khan - Virat Kohli - Mukesh Kumar - Sourabh Kumar - Axar Patel - Rajat Patidar - KL Rahul (wk) - Mohammed Siraj - Washington Sundar - Kuldeep Yadav | - Ben Stokes (K) - Ollie Pope (VK) - Rehan Ahmed - James Anderson - Gus Atkinson - Jonny Bairstow (wk) - Shoaib Bashir - Harry Brook - Zak Crawley - Ben Duckett - Ben Foakes (wk) - Tom Hartley - Dan Lawrence - Jack Leach - Ollie Robinson - Joe Root - Mark Wood |

## Tests

### Erster Test in Hyderabad
| 25. – 29. Januar Scorecard | Hyderabad | England 246 (64.3) & 420 (102.1) | – | Indien 436 (121) & 202 (69.2) |
|                            |           | England gewinnt mit 28 Runs      |   |                               |

England gewann den Münzwurf und entschied sich als Schlagmannschaft zu beginnen. Für sie bildeten die Eröffnungs-Batter Zak Crawley und Ben Duckett eine Partnerschaft. Duckett erreichte 35 Runs und Crawley 20 Runs. Ihnen folgte die Partnerschaft zwischen Joe Root und Jonny Bairstow. Bairstow gelangen 37 Runs und Root schied kurz darauf nach 29 Runs aus. Daraufhin etablierte sich Ben Stokes. An seiner Seite erreichte Rehan Ahmed 13, Tom Hartley 23 und Mark Wood 11 Runs, bevor Stokes nach einem Fifty über 70 Runs das letzte Wicket des Innings verlor. Beste indische Bowler waren Ravichandran Ashwin mit 3 Wickets für 68 Runs und Ravindra Jadeja mit 3 Wickets für 88 Runs. Für Indien formten die Eröffnungs-Batter Yashasvi Jaiswal und Rohit Sharma eine Partnerschaft. Sharma schied nach 24 Runs aus und wurde gefolgt durch Shubman Gill, der zusammen mit Jaiswal den Tag beim Stand von 119/1 beendete. Am zweiten Tag schied Jaiswal nach einem Fifty über 80 Runs aus und wurde durch KL Rahul ersetzt. Gill gelangen 23 Runs und der hineinkommende Shreyas Iyer erzielte 35 weitere. Nachdem Ravindra Jadeja aufs Feld gekommen war, verlor Rahul sein Wicket nach einem Fifty über 86 Runs. Ihm folgte Srikar Bharat mit 41 Runs, bevor Jadeja zusammen mit Axar Patel den Tag beim Stand von 421/7 beendete. Am dritten Tag schied Jadeja nach einem Fifty über 87 Runs aus und Partel verlor das letzte Wicket nach 44 Runs, womit er den Vorsprung auf 190 Runs erhöhte. Bester englischer Bowler war Joe Root mit 4 Wickets für 79 Runs. Für England begannen abermals Zak Crawley und Ben Duckett. Crawley schied nach 31 Runs aus, woraufhin sich Ollie Pope etablieren konnte. Duckett erreichte 47 Runs und an der Seite von Pope erzielte Jonny Bairstow 10 und Ben Foakes 34 Runs. Nachdem Rehan Ahmed ins Spiel gekommen war, endete der Tag beim Stand von 316/6. Am vierten Tag schied Ahmed nach 28 und der hineinkommende Tom Hartley nach 34 Runs aus. Pope verlor das letzte Wicket des Innings nach einem Century über 196 Runs aus 278 Runs und setzte so Indien eine Vorgabe von 231 Runs. Beste indische Bowler waren Jasprit Bumrah mit 4 Wickets für 41 Runs und Ravichandran Ashwin mit 3 Wickets für 126 Runs Indien begann mit den Eröffnungs-Battern Rohit Sharma und Yashasvi Jaiswal. Jaiswal erreichte 15 Runs und wurde gefolgt durch KL Rahul. Nachdem Sharma nach 39 Runs ausgeschieden war, erzielte Axar Patel 17 Runs. Für ihn kam Shreyas Iyer ins Spiel und nachdem Patel 17 Runs erreichte, verlor Iyer sein Wicket nach 13 Runs. Daraufhin formten Ravichandran Ashwin und Srikar Bharat eine Partnerschaft. Bharat und Ashwin schieden in der Folge beide in kurzer Folge nach 28 Runs aus. Daraufhin verlor Mohammed Siraj nach 12 Runs das letzte Wicket des Spiels und so verlor Indien das Spiel. Bester englischer Bowler war Tom Hartley mit 7 Wickets für 62 Runs. Als Spieler des Spiels wurde Ollie Pope ausgezeichnet.

### Zweiter Test in Visakhapatnam
| 2. – 5. Februar Scorecard | Visakhapatnam | Indien 396 (112) & 255 (78.3) | – | England 253 (55.5) & 292 (69.2) |
|                           |               | Indien gewinnt mit 106 Runs   |   |                                 |

Indien gewann den Münzwurf und entschied sich als Schlagmannschaft zu beginnen. Für Indien etablierte sich Eröffnungs-Batter Yashasvi Jaiswal. An seiner Seite erzielte Rohit Sharma 14, Shubman Gill 34, Shreyas Iyer 27, Rajat Patidar 32, Axar Patel 27 und Srikar Bharat 17 Runs. Nachdem Ravichandran Ashwin ins Spiel kam endete der Tag beim Stand von 336/6. Am zweiten Tag schied Ashwin nach 20 Runs aus, bevor Jaiswal sein Wicket nach einem Double-Century über 209 Runs aus 290 Bällen verlor. Kurz darauf fiel das letzte Wicket des Innings. Beste englische Bowler waren mit jeweils drei Wickets James Anderson (für 47 Runs), Rehan Ahmed (für 65 Runs) und Shoaib Bashir (für 138 Runs). Für England formten die Eröffnungs-Batter Zak Crawley und Ben Duckett eine Partnerschaft. Duckett schied nach 21 Runs aus, woraufhin Ollie Pope aufs Feld kam. Crawley verlor sein Wicket nach einem Fifty über 76 Runs und nachdem Jonny Bairstow ins Spiel kam, schied auch Pope nach 23 Runs aus. Bairstow formte mit Ben Stokes eine weitere Partnerschaft und nachdem Bairstow 25 Runs erreichte folgte an der Seite von Stokes Tom Hartley. Stokes gelangen 47 Runs und Hartley bis zu seinem Ausscheiden 21 Runs. Nachdem das letzte Wicket fiel hatte England einen Rückstand von 143 Runs. Beste indische Bowler waren Jasprit Bumrah mit 6 Wickets für 45 Runs und Kuldeep Yadav mit 3 Wickets für 71 Runs. Für Indien bildeten die Eröffnungs-Batter Yashasvi Jaiswal und Rohit Sharma eine Partnerschaft und beendeten den Tag ohne Verlust eines Wickets beim Stand von 28/0. Am dritten Tag schied Sharma nach 13 und Jaiswal nach 17 Runs aus. Daraufhin konnte sich Shubman Gill etablieren und an dessen Seite erzielte Shreyas Iyer 29 Runs und wurde gefolgt durch Axar Patel. Gill verlor sein Wicket nach einem Century über 104 Runs aus 147 Bällen, woraufhin auch Patel nach 45 Runs ausschied. Ravichandran Ashwin verlor in der Folge das letzte Wicket des Innings nach 29 Runs und erhöhte so die Vorgabe auf 399 Runs. Beste englische Bowler waren Tom Hartley mit 4 Wickets für 77 Runs und Rehan Ahmed mit 3 Wickets für 88 Runs. Für England formten die Eröffnungs-Batter Zak Crawley und Ben Duckett eine Partnerschaft. Duckett schied nach 28 Runs aus, woraufhin Rehan Ahmed aufs Feld kam und der Tag beim Stand von 67/1 endete. Am vierten Tag schied Ahmed und der hineinkommende Ollie Pope jeweils nach 23 Runs aus und Joe Root erreichte 16 Runs. Nachdem Jonny Bairstow aufs Feld kam verlor Crawley sein Wicket nach einem Fifty über 73 Runs. Kurz darauf schied auch Bairstow nach 26 Runs aus und Ben Stokes formte zusammen mit Ben Foakes eine weitere Partnerschaft. Stokes gelangen 11 Runs und nachdem Tom Hartley aufs Feld kam, schied Foakes nach 36 Runs aus. Auch Hartley hatte 36 Runs erzielt, als er das letzte Wicket des Spiels verlor und so die Niederlage für England feststand. Beste indische Bowler waren Jasprit Bumrah mit 3 Wickets für 46 Runs und Ravichandran Ashwin mit 3 Wickets für 72 Runs. Als Spieler des Spiels wurde Jasprit Bumrah ausgezeichnet.

### Dritter Test in Rajkot
| 15. – 19. Februar Scorecard | Rajkot | Indien 445 (130.5) & 430-4d (98) | – | England 319 (71.1) & 122 (39.4) |
|                             |        | Indien gewinnt mit 434 Runs      |   |                                 |

Indien gewann den Münzwurf und entschied sich als Schlagmannschaft zu beginnen. Für sie begannen Yashasvi Jaiswal und Rohit Sharma als Eröffnungs-Partnerschaft. Jaiswal erreichte 10 Runs, woraufhin sich Ravindra Jadeja an der Seite von Sharma etablierte. Sharma schied dann nach einem Century über 131 Runs aus 196 Bällen aus und dem hineinkommenden Sarfaraz Khan gelang ein Fifty über 62 Runs. Kurz darauf endete der Tag beim Stand von 326/5. Am zweiten Tag verlor Jadeja sein Wicket nach einem Century über 112 Runs aus 225 Bällen. Es formte sich im Anschluss Dhruv Jurel und Ravichandran Ashwin, wobei Ashwin 37 Runs erzielte. Nachdem Jasprit Bumrah aufs Feld kam verlor Jurel sein Wicket nach 46 Runs. Bumrah verlor daraufhin das letzte Wicket des Innings nach 26 Runs. Bester englischer Bowler war Mark Wood mit 4 Wickets für 114 Runs. Für England formten die Eröffnungs-Batter Zak Crawley und Ben Duckett eine Partnerschaft. Crawley schied nach 15 Runs aus und der hineinkommende Ollie Pope nach 39 Runs. Nachdem Joe Root ins Spiel kam endete der Tag beim Stand von 207/2. Am dritten Spieltag schied Root nach 18 Runs aus und wurde durch Ben Stokes ersetzt. Duckett verlor daraufhin sein Wicket nach einem Century über 153 Runs aus 151 Bällen und wurde gefolgt durch Ben Foakes. Stokes schied nach 41 Runs aus und kurz darauf auch Foakes nach 13, so dass das Innings mit einem Rückstand von 106 Runs für England endete. Bester indischer Bowler war Mohammed Siraj mit 4 Wickets für 84 Runs. Die indische Eröffnungs-Partnerschaft wurde erneut durch Yashasvi Jaiswal und Rohit Sharma geformt. Sharma erreichte 19 Runs, woraufhin Shubman Gill aufs Feld kam und der Tag beim Stand von 196/2 endete. Am vierten Tag schied Gill nach einem Fifty über 91 Runs aus und Kuldeep Yadav gelangen 27 Runs. Nachdem Sarfaraz Khan aufs Feld kam deklarierte Indien mit einer Vorgabe von 557 Runs das Innings. Jaiswal hatte bis dahin ein Double-Century über 214* Runs aus 236 Bällen und Khan ein Fifty über 68* Runs erzielt. Die englischen Wickets erzielten Tom Hartley, Rehan Ahmed und Joe Root. Für England erzielte der Eröffnungs-Batter Zak Crawley 11 Runs. Nach dem Verlust mehrerer Wickets bildete sich dann die Partnerschaft zwischen Ben Stokes und Ben Foakes. Stokes erreichte 15 Runs und nachdem Tom Hartley ins Spiel kam, schied erst Foakes und dann Hartley nach jeweils 16 Runs aus. Mark Wood verlor daraufhin das letzte Wicket des Spiels nach 33 Runs, womit das Spiel mit einer Niederlage für England endete. Bester indischer Bowler war Ravindra Jadeja mit 5 Wickets für 41 Runs, der als Spieler des Spiels ausgezeichnet wurde.

### Vierter Test in Ranchi
| 23. – 26. Februar Scorecard | Ranchi | England 353 (104.5) & 145 (53.5) | – | Indien 307 (103.2) & 192-5 (61) |
|                             |        | Indien gewinnt mit 5 Wickets     |   |                                 |

England gewann den Münzwurf und entschied sich als Schlagmannschaft zu beginnen. Für sie bildeten die Eröffnungs-Batter Zak Crawley und Ben Duckett eine Partnerschaft. Duckett schied nach 11 Runs aus, woraufhin sich Joe Root etablierte. Nachdem Crawley sein Wicket nach 42 Runs verlor, konnte Jonny Bairstow 38, Ben Foakes 47 und Tom Hartley 13 Runs erzielen. Daraufhin folgte Ollie Robinson aufs Feld und der Tag endete beim Stand von 302/7. Am zweiten Tag schied Robinson nach einem Fifty über 58 Runs aus und Root beendete die Innings ungeschlagen nach einem Century über 122* Runs auf 274 Bällen. Beste indische Bowler waren Ravindra Jadeja mit 4 Wickets für 67 Runs und Akash Deep mit 3 Wickets für 83 Runs. Für Indien bildete Eröffnungs-Batter zusammen mit dem dritten Schlagmann Shubman Gill eine Partnerschaft. Gill erreichte 38 Runs und der ihm folgende Rajat Patidar 17 und Ravindra Jadeja 12 Runs. nachdem Sarafaz Khan aufs Feld kam verlor Jaiswal nach einem Fifty über 73 Runs sein Wicket verlor. Daraufhin etablierte sich Dhruv Jurel und nachdem Khan nach 14 Runs durch Kuldeep Yadav ersetzt wurde, endete der Tag beim Stand von 219/7. Am dritten Tag schied Yadav nach 28 Runs aus und Jurel verlor nach einem Fifty über 90 Runs das letzte Wicket des Innings. Daraufhin hatte Indien einen Rückstand von 46 Runs nach dem ersten Innings. Beste englische Bowler waren Shoaib Bashir mit  Wickets für 119 Runs und Tom Hartley mit 3 Wickets für 68 Runs. In ihrem zweiten Innings begannen für England erneut Zak Crawley und Ben Duckett. Duckett gelangen 15 Runs. Daraufhin folgte Joe Root mit 11 Runs, der durch Jonny Bairstow ersetzt wurde. Crawley schied nach einem Fifty über 60 Runs aus und nachdem Ben Foakes ins Spiel kam verlor Bairstow sein Wicket nach 30 Runs. Foakes erzielte 17 Runs und das Innings endete mit einer Vorgabe von 192 Runs für Indien. Beste indische Bowler waren Ravichandran Ashwin mit 5 Wickets für 51 Runs und Kuldeep Yadav mit 4 Wickets für 22 Runs. Für Indien etablierten sich die Eröffnungs-Batter Rohit Sharma und Yashasvi Jaiswal, bevor der Tag beim Stand von 40/0 endete. Am vierten Tag verlor Jaiswal nach 37 Runs sein Wicket, woraufhin Shubman Gill aufs Feld kam. Sharma schied nach einem Fifty über 5 Runs, woraufhin Gill zusammen mit Dhruv Jurel die Vorgabe einholen konnten. Gill erreichte dabei ein Fifty über 52* Runs und Jurel 39* Runs. Bester englischer Bowler war Shoaib Bashir mit 3 Wickets für 79 Runs. Als Spieler des Spiels wurde Dhruv Jurel ausgezeichnet.

### Fünfter Test in Dharamsala
| 7. – 9. März Scorecard | Dharamsala | England 218 (57.4) & 195 (48.1)             | – | Indien 477 (124.1) |
|                        |            | Indien gewinnt mit einem Innings un 64 Runs |   |                    |

England gewann den Münzwurf und entschied sich als Schlagmannschaft zu beginnen. Für sie formten die Eröffnungs-Batter Zak Crawley und Ben Duckett eine Partnerschaft. Duckett schied nach 27 Runs aus und der ihm folgende Ollie Pope erzielte 11 Runs. nachdem Joe Root ins Spiel gekommen war, verlor Crawley nach einem Fifty über 79 Runs sein Wicket. Er wurde ersetzt durch Jonny Bairstow, dem 29 Runs gelangen. Kurz darauf schied auch Root nach 26 Runs aus. Daraufhin formten Ben Foakes und Shoaib Bashir eine Partnerschaft. Foakes schied nach 24 Runs aus, während Bashir das Innings ungeschlagen mit 11* Runs beendete. Beste indische Bowler waren Kuldeep Yadav mit 5 Wickets für 72 Runs und Ravichandran Ashwin mit 4 Wickets für 51 Runs. Indien begannen ihr erstes Innings mit Yashasvi Jaiswal und Rohit Sharma. Jaswal gelang ein Fifty über 57 Runs und nachdem Shubman Gill aufs Feld kam endete der Tag beim Stand von 135/1. Am zweiten Spieltag erreichte Sharma ein Century über 103 Runs aus 162 Bällen, ebenso wie Gill mit 110 Runs aus 150 Bällen. Sie wurden ersetzt durch Devdutt Padikkal und Sarfaraz Khan. Khan erzielte ein Fifty über 65 Runs und wurde durch Ravindra Jadeja ersetzt. Padikkal gelang ebenfalls ein Fifty über 65 Runs und für ihn kam Dhruv Jurel ins Spiel. Jurel und Jadeja erzielten jeweils 15 Runs, woraufhin Kuldeep Yadav und Jasprit Bumrah aufs Feld kamen und den Tag beim Stand von 473/8 beendeten. Am dritten Spieltag erreichte Yadav 30 Runs und Bumrah verlor das letzte Wicket des Innings nach 20 Runs, womit er den Vorsprung vor England auf 259 Runs erhöhte. bester englischer Bowler war Shoaib Bashir mit 5 Wickets für 173 Runs. England verlor früh seine Eröffnungs-Batter, woraufhin Ollie Pope und Joe Root eine Partnerschaft formten. Pope erreichte 19 Runs und wurde durch Jonny Bairstow ersetzt der 39 Runs erreichte. An der Seite von Root erreichte Tom Hartley 20 und Shoaib Bashir 13 Runs, bevor Root das letzte Wicket des Spiels nach einem Fifty über 84 Runs verlor. Damit stand die Innings-Niederlage für England fest. Bester indischer Bowler war Ravichandran Ashwin mit 5 Wickets für 77 Runs. Als Spieler des Spiels wurde Kuldeep Yadav ausgezeichnet.

## Auszeichnungen

### Player of the Series
Als Player of the Series wurden der folgende Spieler ausgezeichnet.
| Serie | Player of the Series |
| ----- | -------------------- |
| Test  | Yashasvi Jaiswal     |

### Player of the Match
Als Player of the Match wurden die folgenden Spieler ausgezeichnet.
| Spiel   | Player of the Match |
| ------- | ------------------- |
| 1. Test | Ollie Pope          |
| 2. Test | Jasprit Bumrah      |
| 3. Test | Ravindra Jadeja     |
| 4. Test | Dhruv Jurel         |
| 5. Test | Kuldeep Yadav       |

## Statistiken
Die folgenden Cricketstatistiken wurden bei dieser Tour erzielt.
| Tests               | Tests      | Tests   | Tests   | Tests   | Tests   | Tests   | Tests   | Tests   |
| Batting             | Batting    | Batting | Batting | Batting | Batting | Batting | Batting | Batting |
| Spieler             | Mannschaft | Spiele  | Innings | Runs    | Average | HS      | 100s    | 50s     |
| ------------------- | ---------- | ------- | ------- | ------- | ------- | ------- | ------- | ------- |
| Yashasvi Jaiswal    | Indien     | 5       | 9       | 712     | 89      | 214*    | 2       | 3       |
| Shubman Gill        | Indien     | 5       | 9       | 452     | 56,50   | 110     | 2       | 2       |
| Zak Crawley         | England    | 5       | 10      | 407     | 40,70   | 79      | 0       | 4       |
| Rohit Sharma        | Indien     | 5       | 9       | 400     | 44,44   | 131     | 2       | 1       |
| Ben Duckett         | England    | 5       | 10      | 343     | 34,30   | 153     | 1       | 0       |
| Bowling             |            |         |         |         |         |         |         |         |
| Spieler             | Mannschaft | Spiele  | Overs   | Wickets | Average | BBI     | 5W      | 10W     |
| Ravichandran Ashwin | Indien     | 5       | 156.3   | 26      | 24,80   | 5/51    | 2       | 0       |
| Tom Hartley         | England    | 5       | 250.4   | 22      | 36,13   | 7/62    | 1       | 0       |
| Jasprit Bumrah      | Indien     | 4       | 103.5   | 19      | 16,89   | 6/45    | 1       | 0       |
| Kuldeep Yadav       | Indien     | 4       | 114.1   | 19      | 20,15   | 5/72    | 1       | 0       |
| Ravindra Jadeja     | Indien     | 4       | 146.3   | 19      | 25,05   | 5/41    | 1       | 0       |